# (2664) Everhart
(2664) Everhart es un asteroide perteneciente al cinturón de asteroides, descubierto el 7 de septiembre de 1934 por Karl Wilhelm Reinmuth desde el Observatorio de Heidelberg-Königstuhl, Alemania.

## Designación y nombre
Designado provisionalmente como 1934 RR. Fue nombrado Everhart en honor al astrónomo estadounidense Edgar Everhart.